# Stauracanthus genistoides
La aulaga o herguén morisco (Stauracanthus genistoides) es una planta  perteneciente a la familia de las fabáceas.

## Descripción
Arbustillo espinoso y denso que puede llegar a alcanzar 1m. Las ramillas, espinas y hojas nacen frecuentemente en disposición opuesta.  Las hojas son escuamiformes, triangulares, muy pequeñas (< 1 mm), de color verde o pardo. Las flores están dispuestas generalmente en fascículos, presentan el cáliz amarillento y seríceo, de 9-11 mm; y la corola amarilla y glabra o con muy pocos pelos. Cáliz de 9-15 (16 mm), bilabiado, con labios soldados en el cuarto inferior (largamente tubular en la base), densamente cubierto con pelos sedosos, con 2 bracteíllas pequeñas (bractéolas) en la base, de ovadas o redondeadas a linera lanceoladas. Estambres 10 desiguales, soldados todos en tubo por sus filamentos (monadelfos). Legumbre alargada, comprimida, que sobresale ampliamente del cáliz persistente, más o menos pelosa. Semillas, ovoides, comprimidas, lisas y brillantes, negras o parduscas, con un apéndice o estrofíolo blanco amarillento.

## Distribución y hábitat
Endemismo del suroeste de la península ibérica que alcanza algunos puntos del centro de Portugal. Habita preferentemente en suelos arenosos, en lugares próximas a la costa. Florece en invierno y primavera.
 En pinares aclarados del piso inferior, en arenales costeros y depósitos aluviales arenosos o pedregosos, desde el nivel del mar hasta unos 800 m de altitud.